# Craugastor gabbi
Craugastor gabbi is een kikker uit de familie Craugastoridae. De soort werd voor het eerst wetenschappelijk beschreven door Arias, Chaves, Crawford en Parra-Olea in 2016. De soortnaam gabbi is een eerbetoon aan William More Gabb (1839 – 1878), een paleontoloog die met zijn studies veel heeft bijgedragen aan de kennis over de fauna van Costa Rica.

## Verspreidingsgebied
De soort komt voor in delen van Midden-Amerika en leeft in de landen Costa Rica en Panama.
Craugastor gabbi komt voor in regenwouden, koffieplantages en andere bosgebieden in het middelgebergte van 1100 tot 1280 meter in de Cordillera de Talamanca in het Pacifische grensgebied van Costa Rica en Panama. Het verspreidingsgebied ligt in de regio Coto Brus in de provincie Puntarenas en het uiterste westen van de provincie Chiriquí.

## Uiterlijke kenmerken
Craugastor gabbi is 14 tot 21 millimeter lang. Het is een dagactief dier, dat leeft op de bosbodem tussen afgevallen bladeren. Craugastor gabbi is een algemene soort met aantallen tot 4586 individuen per hectare. De voortplanting vindt het gehele jaar plaats.

## Wetenschappelijke ontdekking
DNA-analyses en morfologische variatie toonden grote en significante verschillen tussen populaties van Craugastor stejnegerianus in het laagland en het middelgebergte in Coto Brus. Uiteindelijk werden de populaties in het middelgebergte als een nieuwe soort geclassificeerd. Craugastor gabbi wijkt van Craugastor stejnegerianus af door een andere kleuring van de kop en de buik en andere lichaamsverhoudingen. Het holotype van Craugastor gabbi werd op 1 maart 2013 verkregen het Las Cruses Biological Station bij Fila Costeña.